# 来来キョンシーズ ベビーキョンシーのあみだ大冒険
『来来キョンシーズ ベビーキョンシーのあみだ大冒険』（らいらいキョンシーズ ベビーキョンシーのあみだだいぼうけん）は、バンダイ(後のバンダイナムコエンターテインメント)が1989年1月26日に発売したファミリーコンピュータ（ファミコン）用ソフト。日本でのみ発売。
周辺機器・ファミリートレーナー専用ソフト。ファミコンで発売されたファミリートレーナー専用ソフトの最終作であるが、本作の発売から19年後の2008年にWiiで「ファミリートレーナー」のブランドが復活した。

## 概要
1980年代後半に当時、流行していた中国の妖怪・キョンシーを題材にしたゲームが複数のメーカーから発売されているが、本作はその中でも低年齢層向けのタイトルとして製作されている。著作権表記「©1989 TBS / ナオ・プロモーション」。
ファミリートレーナーのマットA面（8キー）を使用。あみだくじで選択したステージ上の足場をいわゆる「キョンシー立ち」でジャンプしながら移動して進み、ベビーキョンシーを両親が待つゴールへ導くと言うものである。中には道士に遭遇するバッドエンドなどもも存在するが、ファミリートレーナー専用ソフトの中でも難易度は低い方と言える。また、本作の大きな特徴として3人同時プレイが可能なことが挙げられる。これを利用して3人でそれぞれ別のコースを選べば、一度に全てのエンディングを見ることが可能。

## 備考
本作の表題は文献によって以下のようにさまざまである。「来来」と「キョンシーズ」の間に感嘆符が挿入されることが多いが、パッケージやタイトル画面に感嘆符は見当たらない。これは、本作の「原作」であるテレビドラマの表題が『来来!キョンシーズ』であるための誤りと思われる。
- ファミリートレーナーシリーズ10 来来キョンシーズ 〜ベビーキョンシーのあみだ大冒険〜
- ファミリートレーナー　来来!キョンシーズ
- 来来!キョンシーズ ベビーキョンシーのあみだ大冒険

なお、テレビドラマ『来来!キョンシーズ』の世界観に忠実な設定のゲーム化作品は、タイトーが1987年に『キョンシーズ2』のタイトルで発売している。